# Eucalyptus stricta
Eucalyptus stricta är en myrtenväxtart som beskrevs av Franz e Wilhelm Sieber och Sprengel. Eucalyptus stricta ingår i släktet Eucalyptus och familjen myrtenväxter. Inga underarter finns listade i Catalogue of Life.

## Bildgalleri

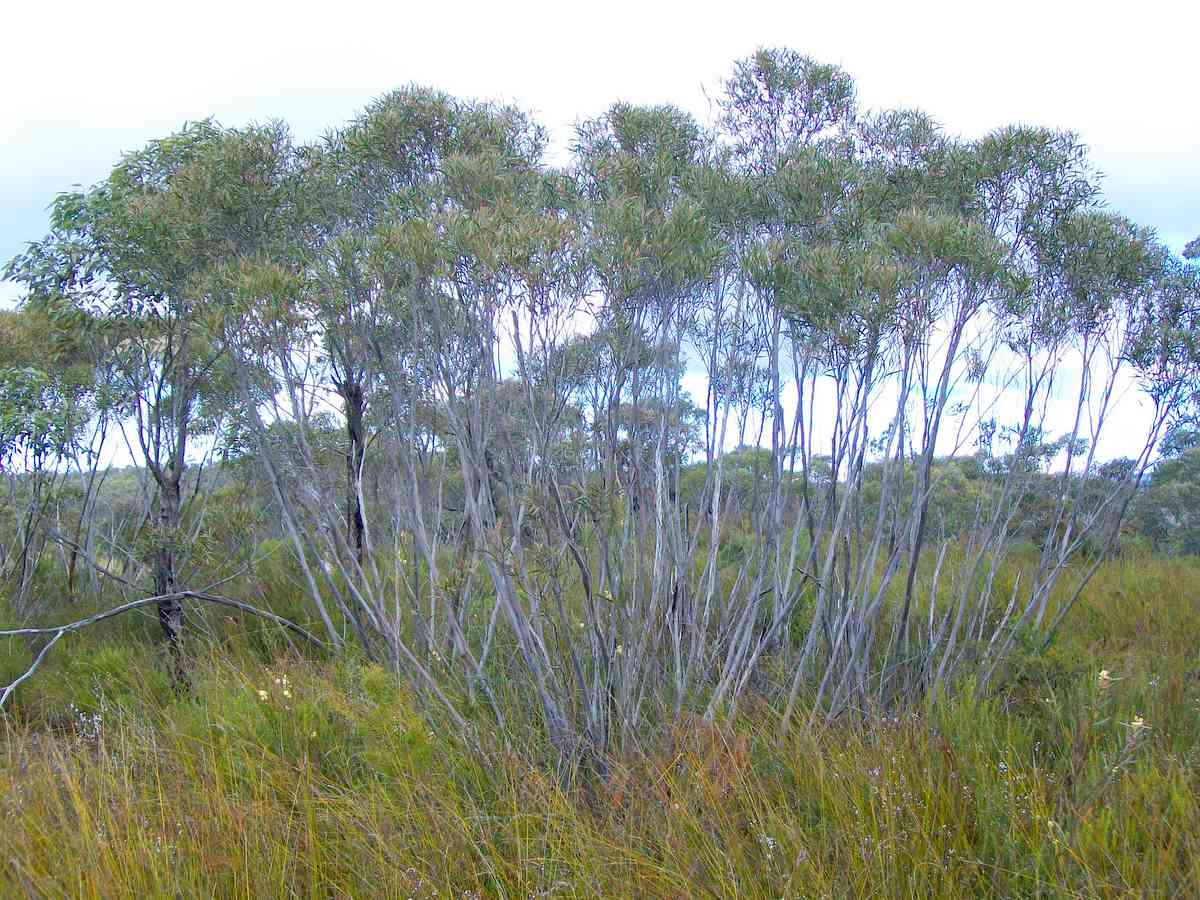